# Arminda Alba
Arminda Alba (Cotoca, 1966) es una cantante boliviana que interpreta ritmos folklóricos y tradicionales del departamento de Santa Cruz.

## Trayectoria
Arminda Alba nació en Campanero, cerca de Cotoca. A sus 14 años comenzó a cantar en la radio, mientras sus hermanas tenían su propia agrupación: "Las hermanas Alba". Siendo la menor en su casa, desarrolló gusto por la música.
En 1988, a sus 22 años, empezó su carrera musical, momento en que lanzó su primer disco bajo el sello Discolandia. 
Entre sus canciones más conocidas están "Mi viejo Santa Cruz", tema musical sobre la ciudad de Santa Cruz de antaño y "El carretero", canción sobre este medio de transporte tradicional típico del Oriente boliviano. 